# 노키아 루미아 625
노키아 루미아 625(Nokia Lumia 625)는 4.7인치 IPS LCD WVGA(480x800) 화면에 4G 지원을 포함한 대형 윈도우 폰이다. 2013년 7월 23일 공개되었다. 윈도우 폰 8.1의 최신 소프트웨어 업데이트, 노키아의 펌웨어 업데이트 'Denim'(일부 기능 제외)의 적재가 가능하다. 노키아 루미아 1520, 루미아 1020, 루미아 925의 기능들을 가져왔다.

## 기능
기능을 다음을 포함한다:
- 마이크로SD 카드를 통해 최대 128 GB 외부 메모리 지원
- 색 선택 - 블랙, 화이트 (오렌지, 그린, 옐로 반투명색과 함께)
- 시그너처 카메라 앱 - 스마트 캠, 시네마그래프, 파노라마
- FM 라디오

## 같이 보기
- 마이크로소프트 루미아